# Попов, Яков Николаевич
Попов Яков Николаевич (1802 (1798?) — после 1852 (1859?)) — российский архитектор.
Сын обер-офицера, обучался в Барнаульском Горном училище. В апреле 1816 начал службу на Колывано-Воскресенских заводах учеником маркшейдера.
В 1820 году командирован в Петербург для обучения в архитектурном классе Академии художеств, был учеником К. И. Росси. В Петербурге участвовал в строительстве Михайловского дворца.

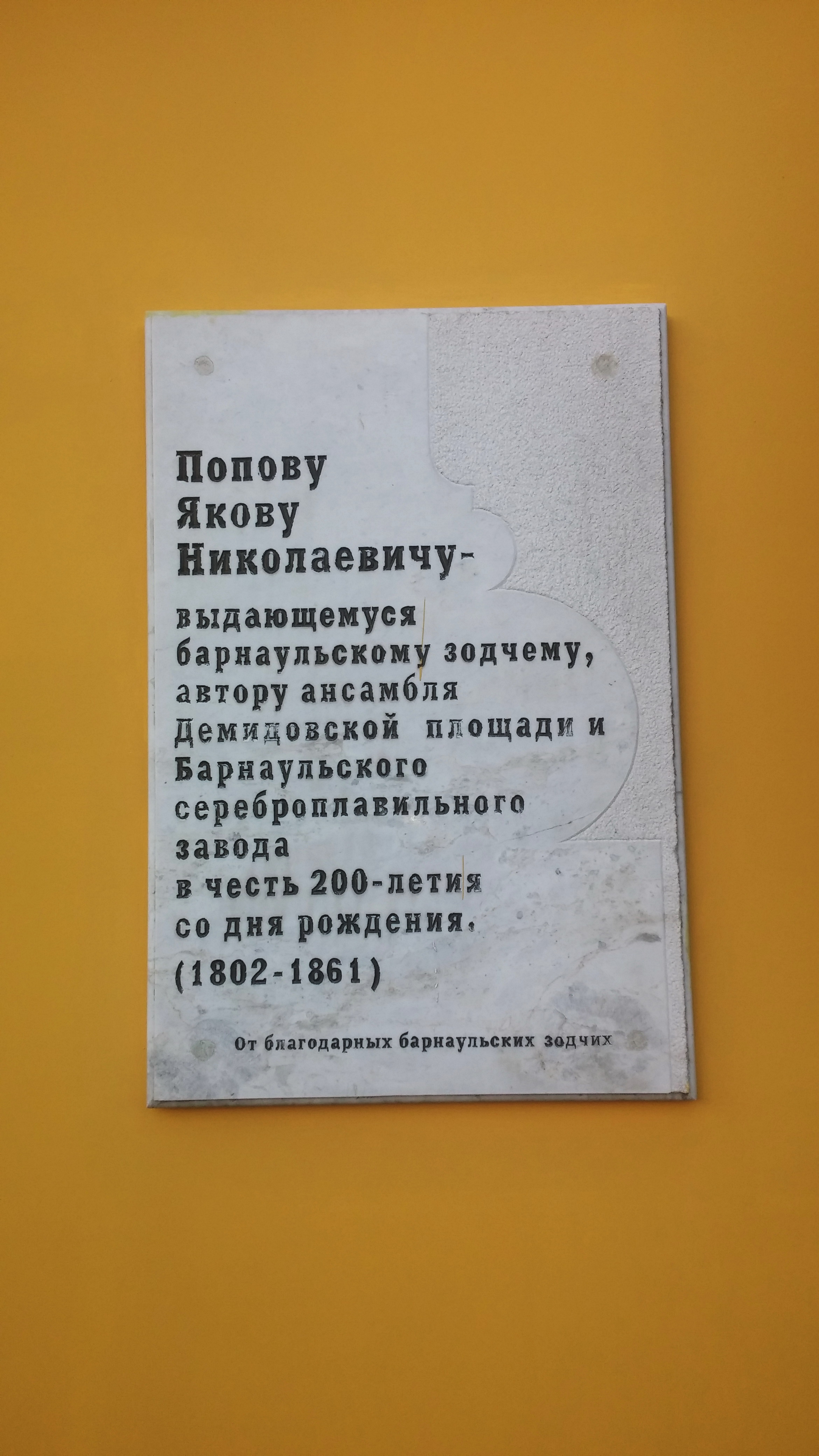
Мемориальная доска Я. Н. Попову в Барнауле

В марте 1828 произведен в шихтмейстеры.
В августе 1829 года Попов вернулся в Барнаул, где получил должность заводского архитектора. Ему принадлежит заслуга создания ансамбля Демидовской площади, преобразования Петропавловской улицы (ныне Ползунова) в формах классицизма и другие работы.